# Arisaema formosanum
Arisaema formosanum är en kallaväxtart som först beskrevs av Bunzo Hayata, och fick sitt nu gällande namn av Bunzo Hayata. Arisaema formosanum ingår i släktet Arisaema och familjen kallaväxter. Inga underarter finns listade.